# .pst
Pour les articles homonymes, voir PST.
.pst est l’extension associée au fichier contenant les messages dans certains logiciels Microsoft. Cette extension pst signifie « Personal storage Table », ou « tableau de stockage personnel » en français. Microsoft a annoncé que les spécifications de ce format étaient disponibles le 19 février 2010.
Lorsqu’on utilise Microsoft Exchange Server, les messages, le calendrier, et les autres éléments sont envoyés et stockés sur le serveur. Si l’on n’utilise pas Exchange Server, les messages, calendriers et autres éléments sont envoyés et stockés localement dans un fichier répertoire personnel ayant l’extension .pst.
Lorsque l’on crée des messages, des rendez-vous, des tâches et des entrées de journal, Microsoft Outlook sauvegarde l’information dans un fichier .pst sur l’ordinateur.
Le fichier personnel .pst est du même format dans Microsoft Exchange Client, Windows Messaging, Microsoft Outlook 97, Microsoft Outlook 98, Microsoft Outlook 2000, Microsoft Outlook 2002, Microsoft Outlook 2007 et Microsoft Outlook 2010. Le format a changé depuis Outlook 2003 pour permettre l’utilisation des données Unicode, et donc le fichier .pst ne peut plus être ouvert par une version précédente de courrielleur qui n’utilise que le codage du texte en format ANSI.
Initialement dans Outlook 2000, la taille maximale du fichier .pst avait été limitée à 2 Go,). Si cette limite est atteinte ou qu’un nouveau message dépasse la limite, la récupération du fichier .pst peut devenir difficile, voire impossible. Outlook 2003 augmente cette limite à 20 Go sauf pour les comptes HTTP et IMAP limités à 2 Go. Finalement, elle est ensuite passée à 50 Go par défaut dans la version 2010.
Les fichiers .pst peuvent être facilement corrompus, en particulier s’ils sont proches de leur taille maximale. Microsoft fournit un outil de réparation appelé « scanpst.exe ».

## Aperçu
Le plus souvent, les fichiers .pst sont utilisés pour stocker les éléments archivés, tandis que les fichiers .ost sont utilisés pour maintenir la disponibilité des éléments hors ligne. Il s'agit d'une fonctionnalité importante de Microsoft Outlook.
La taille de ces fichiers ne dépend plus de la taille de la boîte aux lettres utilisée ; en déplaçant des fichiers d'une boîte aux lettres de serveur vers des fichiers pst, les utilisateurs peuvent libérer de l'emplacement de stockage sur leurs serveurs de messagerie,. Pour utiliser des fichiers pst à partir d'un autre stockage, l'utilisateur doit pouvoir accéder aux fichiers directement sur le réseau à partir de leur client de messagerie. Bien que le fichier .pst puisse être ouvert et utilisé par l'intermédiaire d'un réseau, cela n'est pas pris en charge et Microsoft déconseille de le faire, car les fichiers .pst sont susceptibles d'être corrompus lorsqu'ils sont utilisés de cette manière.
Les fichiers .pst et .ost, tous les deux, utilisent un schéma d'allocation basé sur les blocs fixes; le fichier augmente d'un nombre fixe d'octets et les informations sur les blocs alloués et non alloués sont stockées dans le fichier. Ainsi, lorsque des fichiers de données, tels que des messages électroniques, sont ajoutés au fichier pst, sa taille est automatiquement ajustée par le client de messagerie (si nécessaire). Lorsque le courrier est supprimé d'un fichier .pst, la taille du fichier .pst reste la même et l'espace est marqué comme non alloué afin que les éléments de données futurs puissent y être stockés. Les éléments récemment supprimés peuvent en effet être récupérés à partir de fichiers .pst et .ost.
Pour réduire la taille des fichiers .pst, l'utilisateur doit les compacter.

## Autres extensions d'Outlook
- .ost (Offline Storage Table) : pour utilisation non connectée ;
- .uni : fichier personnel pouvant stocker des données en format Unicode, disponible seulement dans Outlook XP ;
- .pab (Personal Address Book), fichier contenant les carnets d’adresses : format de fichier compagnon de .pst, seul moyen de stocker des listes de diffusion personnelles jusqu’à Outlook 98 ; fonctionnellement intégré dans le fichier .pst (groupes de diffusion dans le répertoire « Contacts ») et déprécié (mais encore en service) à partir de la version Outlook 2000 ;
- .oab (Offline Address Book) : fichier stockant le carnet d’adresse de Exchange Server pour utilisation non connectée.